# Bleiburg
Bleiburg (Sloveens: Pliberk) is een gemeente in de Oostenrijkse deelstaat Karinthië, gelegen in het district Völkermarkt (Sloveens: Velikovec) (VK). De gemeente heeft ongeveer 4100 inwoners.

## Geografie
Bleiburg heeft een oppervlakte van 69,72 km². Het ligt in het zuiden van het land.

### Gemeentelijke indeling
Bleiburg bestaat uit 12 Kadastergemeenten 
Aich (Dob), Bleiburg (Pliberk), Grablach (Grablje), Kömmel (Komelj), Moos (Blato), Oberloibach (Zgornje Libuče), Rinkenberg (Vogrče), St. Margarethen (Šmarjeta), Schattenberg (Senčni kraj), Unterloibach (Spodnje Libuče), Weißenstein (Belšak) en Woroujach (Borovje). De gemeente telt 23 plaatsen:
| Aich (Dob) Bleiburg (Pliberk) Dobrowa (Dobrova) Draurain (Brege) Ebersdorf (Drveša vas) Einersdorf (Nonca vas) Grablach (Grablje) Kömmel (Komelj) Kömmelgupf (Komeljski vrh) Loibach (Libuče) Lokowitzen (Lokovica) Moos (Blato) | Replach (Replje) Rinkenberg (Vogrče) Rinkolach (Rinkole) Ruttach (Rute) Sankt, Georgen (Šentjur) Sankt Margarethen (Šmarjeta) Schattenberg (Senčni Kraj) Schilterndorf (Čirkovče) Weißenstein (Belšak) Wiederndorf (Vidra vas) Woroujach (Borovje) |

De gemeente heeft een station Bleiburg.

## Tweede Wereldoorlog
Aan het eind van de Tweede Wereldoorlog, in mei 1945, vluchtte een grote colonne Kroaten uit de fascistische Onafhankelijke Staat Kroatië via Slovenië naar Bleiburg, uit vrees voor het oprukkende partizanenleger van Tito. Onder hen bevonden zich Ustaše, soldaten en burgers. Daar werden ze tegengehouden door Britse soldaten, die hen overleverden aan de partizanen. Een deel van hen werd weggevoerd naar Joegoslavische gevangenissen en strafkampen, een groot deel werd zonder vorm van proces ter plaatse terechtgesteld. Deze massaslachting werd bekend als het Bloedbad van Bleiburg.

## Personen
Geboren in Aich, gemeente Bleiburg : Janko Messner (1921-2011).

## Foto's

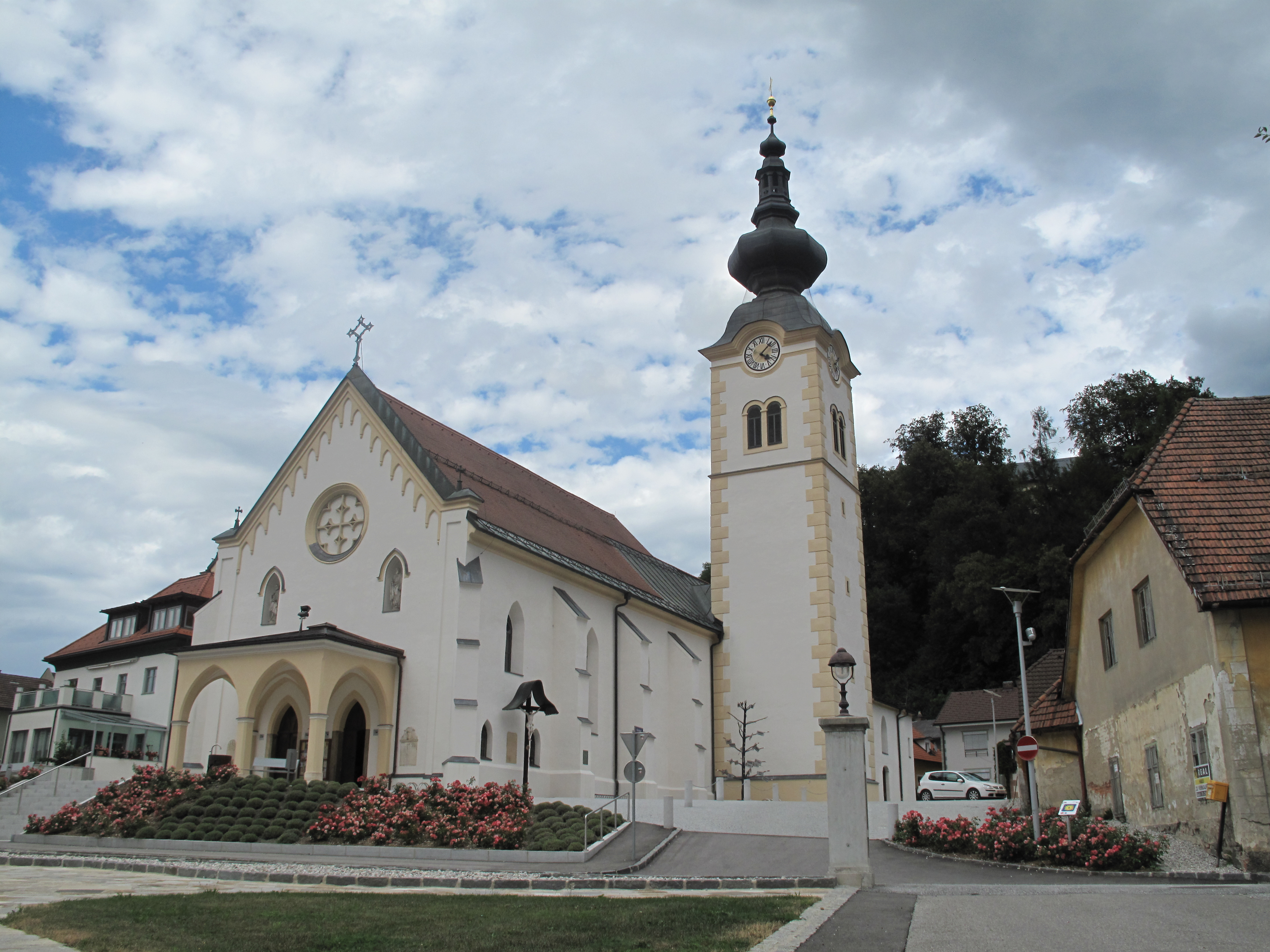
Bleiburg, kerk
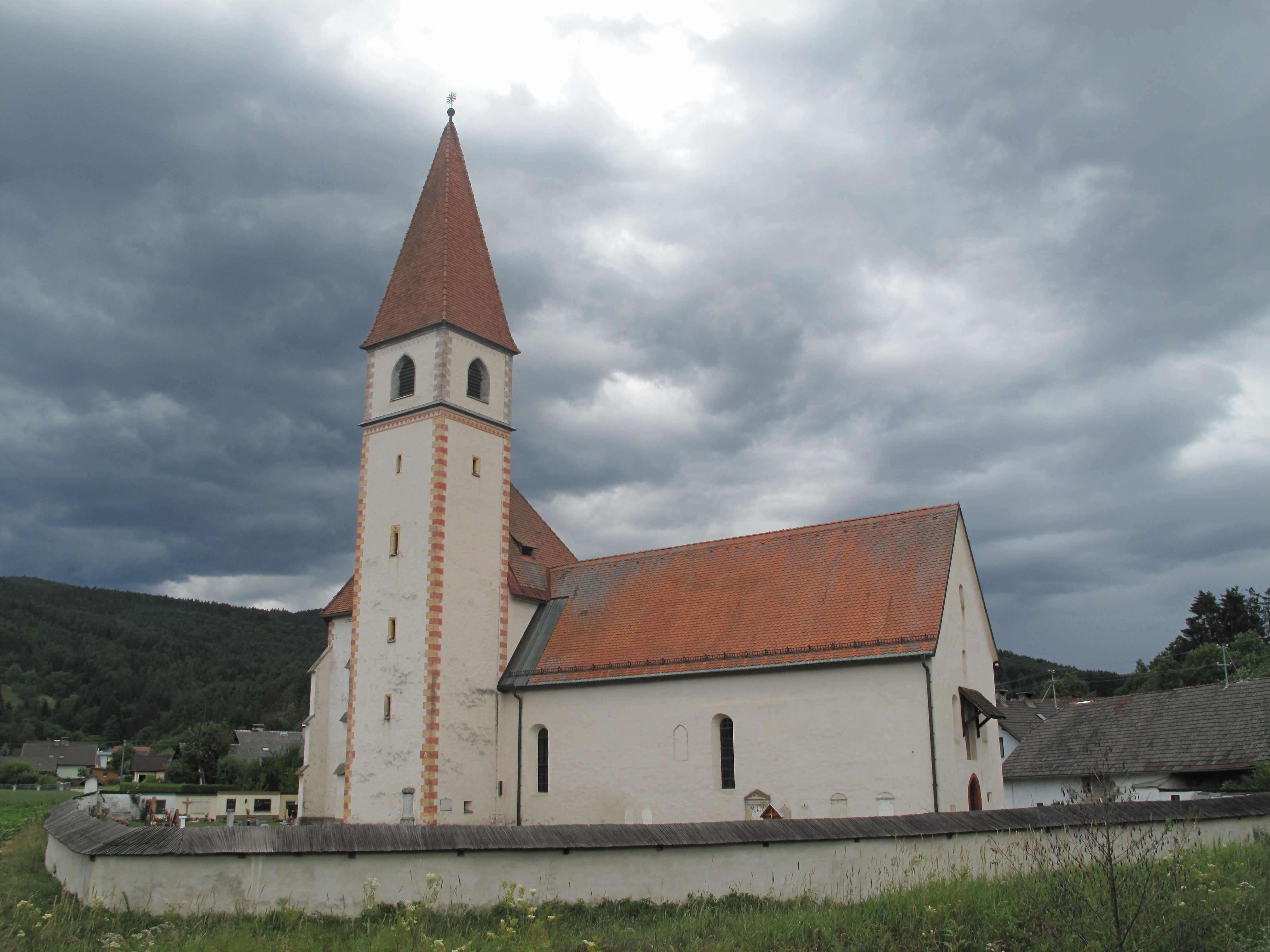
Einersdorf, kerk
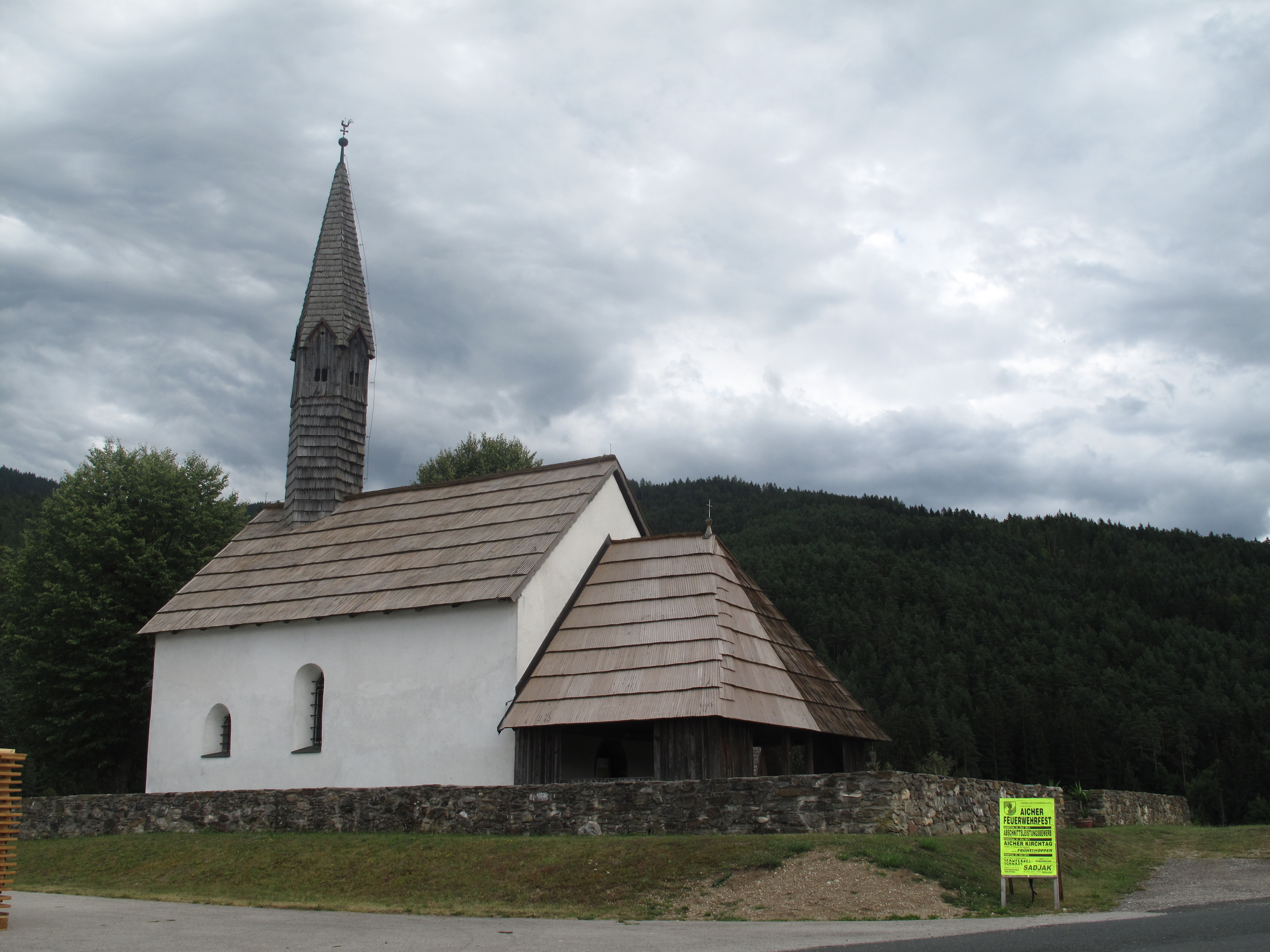
Aich, kapel
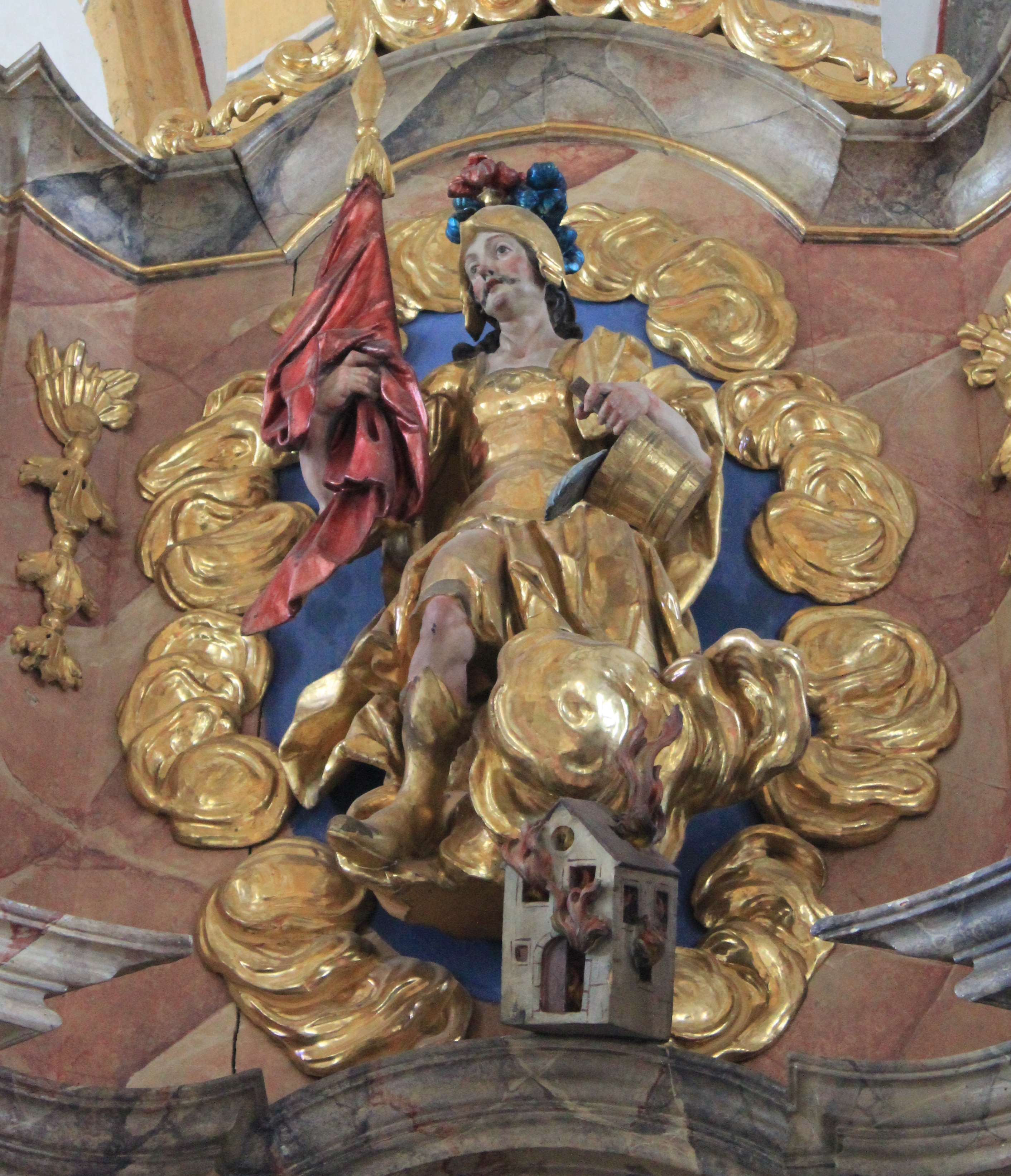
Parochiekerk - zijaltaar - St. Florian.

Bleiburg ·
Diex ·
Eberndorf ·
Eisenkappel-Vellach ·
Feistritz ob Bleiburg ·
Gallizien ·
Globasnitz ·
Griffen ·
Neuhaus ·
Ruden ·
Sankt Kanzian am Klopeiner See ·
Sittersdorf ·
Völkermarkt
- Gemeinsame Normdatei: 4314301-5
- Library of Congress Control Number: n85227940
- Nationale Bibliotheek van Tsjechië: ge419947
- Nationale Bibliotheek van Israël: 987007562480505171
- Virtual International Authority File: 134938302
- WorldCat: E39PBJjd9HgDbtjJcbjxMjjKVC